# Rio (sång)
Rio, singel av Duran Duran, utgiven 1 november 1982. Det var den fjärde och sista låten från albumet med samma namn som släpptes som singel och blev liksom de tidigare en stor hit med en 9:e plats på englandslistan.
Videon, regisserad av Russell Mulcahy, som spelades in på en yacht i Antigua bidrog till att göra den till en av gruppens mest välkända låtar och har för många också blivit själva sinnebilden för hela epoken 1980-talet.

## Låtlista
7" Singel
1. "Rio" – 4:40
2. "The Chauffeur (Blue Silver)" – 3:48

12" Singel
1. "Rio (Part 2)" – 5:29
2. "Rio (Part 1)" – 5:11
3. "My Own Way" (remix) – 4:34

7" Singel (US 1982)
1. "Rio" (Edited Version) – 4:34
2. "Hold Back the Rain" (album version) – 3:59

7" Singel (US 1983)
1. "Rio" (remix) – 3:57
2. "Hold Back the Rain" (US album remix) – 6:57

CD-singel 
(inkluderad i "Singles Box Set 1981-1985")
1. "Rio (Part 1)" – 5:11
2. "The Chauffeur (Blue Silver)" – 3:48
3. "Rio (Part 2)" – 5:29
4. "My Own Way" (remix) – 4:34

## Listplaceringar
| Lista (1982-1984) | Topplacering |
| ----------------- | ------------ |
| Nya Zeeland       | 36           |
| Storbritannien    | 11           |

### Fotnoter
1. ↑  ”Listplacering”. Arkiverad från originalet den 10 november 2012. https://web.archive.org/web/20121110165620/http://charts.org.nz/showitem.asp?interpret=Duran+Duran&titel=Rio&cat=s. Läst 16 september 2011.
2. ↑  ”Listplacering”. Arkiverad från originalet den 25 maj 2012. https://archive.is/20120525165844/http://www.chartstats.com/release.php?release=10055. Läst 16 september 2011.